# 桃園市立經國高級中等學校
桃園市立經國高級中等學校，曾計畫中的學校，目前已經停止。

## 歷史
- 2022年，桃園市政府推動將經國國中改制為完全中學，並計畫於2023年招生，其中6班為技術型高中部（商管群）商業經營科、國際貿易科、電子商務科各2班及普通型高中部普通科實驗班2班（創造力實驗班、雙語實驗班）。

- 2023年2月，桃園市政府教育局長劉仲成表示，完全中學校務運作複雜，且就地改制新建校舍仍需要時間，停止將經國國中改制為完全中學，並規劃於經國特區「文高二」用地獨立設校。[1][2][3][4]

- 2023年11月9日，對於原預計要將桃園區經國國中改制為高中，桃園市政府教育局長劉仲成表示，該計畫已停止[5][6]。